# Кьолмен
Кьо́лмен (болг. Кьолмен) — село в Шуменській області Болгарії. Входить до складу общини Вирбиця.

## Населення
За даними перепису населення 2011 року у селі проживали 80 осіб, з них 79 осіб (98,8%) — турки.
Розподіл населення за віком у 2011 році:
Динаміка населення: